# Peter Coles
Peter Coles (nacido en 1963) es cosmólogo teórico en la Universidad de Maynooth. Antes de 2017, estuvo en la Universidad de Cardiff y anteriormente fue director de la Facultad de Ciencias Físicas y Matemáticas de la Universidad de Sussex.

## Primeros años y educación
Nació en Newcastle upon Tyne y se educó en la Royal Grammar School de Newcastle.
Hizo su primer grado en Magdalene College, Cambridge, en Ciencias Naturales, especializándose en Física Teórica. En 1985  comenzó a estudiar para su doctorado en la Universidad de Sussex, supervisado por John D. Barrow, y completó su DPhil tesis en 1988.
Coles aconseja a los científicos LGBT para que no se preocupen excesivamente de que su orientación sexual pueda retrasar sus carreras. Disfruta de una amplia gama de música, especialmente clásica y jazz y escucha Radio 3,[cita requerida] pero no le gusta el sonido que producen los clavecines.

## Carrera profesional
Durante 1988 y 1990 fue investigador postdoctoral en la Universidad de Sussex, antes de trasladarse al departamento de matemáticas del Queen Mary & Westfield College, Universidad de Londres, donde trabajó desde 1990 hasta 1999, primero como conferenciante temporal, luego como becario avanzado de PPARC de 1993 a 1998, convirtiéndose en profesor en espera en 1994 y lector en espera en 1997. Luego trabajó en la Universidad de Nottingham entre 1999 y 2007 como profesor de astrofísica, donde creó un nuevo grupo de astronomía.
Coles fue profesor de astrofísica teórica en la Universidad de Cardiff de 2007 a 2013, y fue director adjunto de la Facultad de Física y Astronomía.
En febrero de 2013 se convirtió en director de la Facultad de Ciencias Físicas y Matemáticas de la Universidad de Sussex. Dejó la Universidad de Sussex en 2016 para regresar a Cardiff para ocupar un puesto conjunto con la Escuela de Física y Astronomía y el Instituto de Investigación de Innovación de Datos. El 1 de diciembre de 2017 comenzó a trabajar a tiempo parcial tanto en la Universidad de Maynooth como en Cardiff, mudándose a tiempo completo a Maynooth en julio de 2018. Se convirtió en jefe del Departamento de Física Teórica el 1 de septiembre de 2019.
Es miembro de la Royal Astronomical Society y del Instituto de Física. Ha sido miembro del Consejo de la Real Sociedad Astronómica.
Actualmente reside en Maynooth. Entre los lugares en los que ha vivido anteriormente se encuentran Brighton, Beeston en Nottinghamshire, Bethnal Green en Londres y Cardiff.

## Investigación
Su principal interés de investigación es la cosmología y la estructura a gran escala del Universo, específicamente en modelos teóricos que intentan explicar las propiedades del universo observable, incluido el fondo cósmico de microondas y los cúmulos de galaxias. También investiga modelos cosmológicos que presentan campos magnéticos, no gaussianidad y asimetrías, así como la aplicación de probabilidad y estadística en astronomía y física.
Ha impartido cursos de pregrado en matemáticas, estadística y astronomía. Junto con Francesco Lucchin escribió un libro de texto sobre "Cosmología: el origen y evolución de la estructura cósmica" (ISBN 978-0-471-48909-2 ), y John Wiley & Sons publicó una segunda edición en julio de 2002.
Tiene un blog llamado In the Dark, donde escribe bajo el nombre de Telescoper, que cubre una variedad de temas que incluyen astronomía, financiación de la ciencia, ópera, jazz, rugby y crucigramas. En 1999 fue uno de los "Cinco grandes blogs de física" enumerados por el Daily Telegraph.